# Punta Rochers Charniers
La  punta Rochers Charniers (in francese pointe Rochers Charniers) è una montagna delle Alpi Cozie alta 3 063 m s.l.m., situata nel dipartimento francese delle Alte Alpi.

## Toponimo
In francese il termine rochers sta per rocce. Charnier significa invece carnaio; il nome deriverebbe da una cruenta battaglia tra le truppe francesi e quelle spagnole avvenuta nei pressi della montagna.

## Storia
La montagna, che un tempo si trovava sulla frontiera tra Italia e Francia, è oggi passata interamente alla Francia insieme al vicino Chaberton: il trattato di Parigi fa infatti transitare il confine a est della cima. Nell'ambito della militarizzazione della frontiera itali/francese e della costruzione del Vallo Alpino alle pendici dei Rochers Charniers erano state realizzate alcune opere a supporto del Forte dello Chaberton. Una strada militare, detta di Val Morino, transitava sul suo versante orientale.

## Descrizione

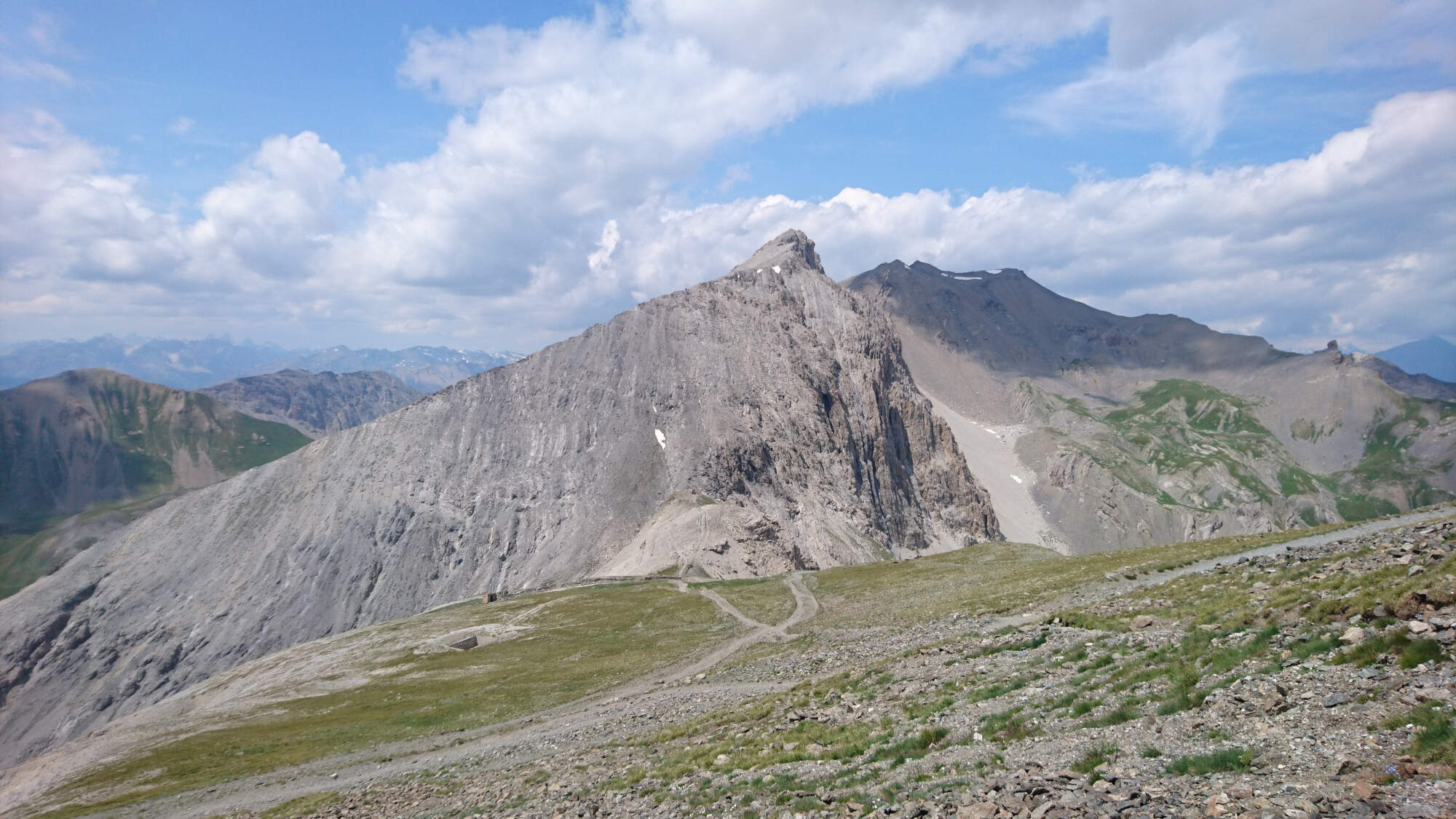
Vista dalle pendici dello Chaberton

La montagna è situata a breve distanza dal confine italo-francese e sulla catena principale alpina, nella zona dove questa costituisce lo spartiacque fra la valle della Durance e l'alta valle di Susa. Il crinale principale prosegue verso nord con una sella senza nome sulla cartografia ufficiale francese e che separa i Rochers Charniers da una punta a quota 3 047, a nord della quale si trova la Punta Chalache Ronde. Verso sud-ovest invece lo spartiacque comprende la Crête des Charniers e il Col des Trois Frères Mineurs (2 586 m), risale ai 2 733 m del Pic du Lauzin e scende poi verso il colle del Monginevro. Verso sud-est dai Rochers Charniers si stacca infine un costolone che tramite il Col du Chaberton (2 674 m) raccorda l'omonima montagna con i Rochers Charniers e la catena principale alpina.

## Accesso alla vetta
L'accesso da sud da Claviere (Italia) o da Montgenevre (Francia) avviene in genere tramite il Col des Trois Frères Mineurs. Si può anche salire da Prà Claud, una frazione di Cesana Torinese. La difficoltà della salita è valutata come EE (cioè per escursionisti esperti). La punta Rochers Charniers è anche una meta sciaplinistica; per l'accesso in sicurezza è necessaria la presenza di neve ben assestata.

## Cartografia
- Cartografia ufficiale francese dell'Institut géographique national (IGN), consultabile online
- Istituto Geografico Centrale - Carta dei sentieri e dei rifugi scala 1:50.000 n. 1 Valli di Susa Chisone e Germanasca